# Война за штеттинское наследство
Война за штеттинское наследство (нем. Stettiner Erbfolgekrieg или Stettiner Erbfolgestreit) — вооружённый конфликт герцогства Померании с одной стороны и курфюршества Бранденбург, с другой, произошедший в 1464—1472 годах. 
Вспыхнул сразу после смерти от чумы герцога Померанско-Штеттинского Оттона III в связи со стремлением считавших себя законными преемниками Оттона Эрика II и Вартислава X прийти к власти и курфюрста Бранденбургского Фридриха II присоединить Штеттинскую Померанию к владениям Бранденбурга. После смерти герцога Оттона III, не оставившего после себя наследника, его землям предстояло войти в состав Бранденбурга.

## Ход войны
После смерти герцога Оттона III Померанско-Штеттинского от чумы в 1464 году Фридрих II потребовал признать сюзеренитет Бранденбурга над Померанией, предъявив права на Штеттинскую Померанию из-за неразрешенного вопроса о феодальном суверенитете. 21 января 1466 года герцоги Померанские и курфюрст Бранденбургский заключили Сольдинский договор, согласно которому Эрик II и Вартислав X получили свои герцогства в качестве ленов от бранденбургского курфюрста, а те в свою очередь признавали его своим сеньором. 
Однако герцоги Померанские не стремились к выполнению взятых на себя по договору обязательств, и конфликт разгорелся вновь. В 1468 году Бранденбург овладел рядом померанских городков, расположившихся по обеим сторонам реки Одер. После прекращения осады Иккермюнде, закончившейся неудачно, обе стороны приняли решение заключить перемирие. Мирные переговоры, прошедшие в Пётркуве-Куявском, привели только к продлению перемирия. 
В мае 1470 года Эрик II вторгся в Ноймарк и разграбил местность. Тем временем мае 1470 года бранденбуржцы добились признания своих притязаний на Померанию от императора Священной Римской империи Фридриха III. В декабре 1471 года он окончательно передал бранденбуржцам земли Померании и Штеттина и приказал Эрику II и Вартиславу X признать феодальный суверенитет Бранденбурга. 
В конце мая 1472 года при содействии герцога Мекленбургского Генриха IV под Пренцлау был заключён окончательный мирный договор. Померанские герцоги и помещики были вынуждены принести вассальную присягу курфюрсту Фридриху II, за которым оставались все завоёванные им территории.
С целью выверки текста договора герцоги пригласили ряд профессоров Грайфсвальдского университета, в число которых вошли Иоганнес Парлеберг, Маттиас Ведель, Забель Зигриф-младший, Герман Злюпвахтер, Иоганн Эльзинг, Генрих Занкенштеде, Георг Вальтер, Гервин Рённегарве и Хертнид фон Штейн.

## Последствия
Несмотря на сохранение померанских герцогств, исход конфликта был неблагоприятным для Померании, поскольку он закрепил феодальный суверенитет Бранденбурга над всей Померанией, а не только над Штеттинской Померанией. Только в 1493 году Богуславу X удалось на более выгодных для Померании условиях заключить Пирицкий договор. Окончательно Бранденбург отказался от сюзеренитета после заключения в 1529 году Гримницкого договора. Взамен герцоги Померании должны были предоставить курфюршеству Бранденбургскому право наследования в случае пресечения померанского герцогского дома.